# Ашър Браун Дюранд
Ашър Браун Дюранд (на английски: Asher Brown Durand) (р. 21 август 1796 – п. 17 септември 1886) е американски художник от движението Хъдсън ривър.

## Детство и младост
Дюранд се ражда и умира в Мейпълууд, Есекс, Ню Джърси (тогава наричан Джеферсън Вилидж) и е осмото от единадесет деца; баща му е часовникар и майстор на сребърни изделия.
Дюранд е чирак на гравьор в периода 1812 – 17 г., а по-късно става партньор на собственика на фирмата, които му поверява клона в Ню Йорк. Той гравира „Декларацията на независимостта“ за Джон Тръмбул през 1823 г., което утвърждава репутацията на Дюранд като един от най-добрите гравьори в страната. Той помага в създаването на Нюйоркската художествена асоциация през 1825 г., която впоследствие става Национална академия за дизайн. Той е ректор на организацията в периода 1845 – 1861 г.

## Кариера като художник
Около 1830 г., под влиянието на патрона му Луман Рийд, интересите на Дюранд се изместват от гравирането към рисуването с маслени бои. След 1835 г. се посвещава главно на рисуването на портрети. Рисува няколко от президентите на САЩ, както и други политици и общественици. През 1837 г. придружава приятеля си Томас Коул на експедиция за скициране до езерото Шруун в планината Адирондак и скоро след това започва да проявява интерес към рисуването на пейзажи. През 1840 г. посещава Европа, където изучава творбите на Старите майстори и след завръщането си се посвещава почти изцяло на пейзажа. Прекарва летата, скицирайки Кетскилс, Адирондак и Уайт маунтинс в Ню Хампшър, правейки стотици рисунки и маслени скици, които по-късно включва в завършени академични творби, които помагат да се очертае движението Хъдсън ривър.
Дюранд остава в историята с детайлните изображения на дървета, скали и шума. Той е застъпник на идеята за рисуване директно сред природата, с възможно най-много реализъм. Той пише: "Нека [творецът] съвестно приеме това, което [природата] му представя, докато не стане в известна степен интимен с нейната необятност... никога да не осквернява светостта ѝ с умишлено отклоняване от истината".
Също като други художници от Хъдсън ривър Дюранд смята, че американската природа е неизразима проява на Господ. Той изразява този свой сантимент, както и общите си възгледи за изкуството в „Записки по рисуването на пейзажи“ в сп. Крайон (художествено списание от средата на 19 век). Той пише: „Истинската същност на пейзажното изкуство е представянето на божията работа във видима творба“.
Дюранд е прочут с картината си „Сродни души“ (1849), която изобразява Томас Коул и поета Уилям Кълън Брайънт в Кетскилс. Тя е нарисувана в памет на смъртта на Коул през 1848 г. През 1904 г. картината е дарена от дъщерята на Брайънт на Нюйоркската обществена библиотека, а през 2005 г. тя е продадена чрез Сотби на Алис Уолтън за преполагаемата сума от 35 милиона долара (наддаването е тайно). Тази сума (ако е вярна) е рекордна цена за американска картина по това време.
Друга известна картина на Дюранд е „Напредък“ (1853). Тя е поръчана от железопътната администрация и показва американския напредък – от страна на природата (вляво, където са индианците) в прогресирала страна (вдясно, където се виждат пътища, телеграфни кабели, канал, складове, релси и параход).
През 2007 г. в Бруклинския музей са изложени почти 60 творби на Дюранд, което е първата изложба там, посветена само на един художник от повече от 35 години насам. Изложбата е наречена „Сродни души: Ашър Б. Дюранд и американския пейзаж“.

## Галерия
- 1823
 Декларацията за независимост (гравюра)
- 1845
Залавянето на майор Андре
- 1846 
Сцена край Хъдсън
- 1847
 Индианска вечер
- 1849
 Сродни души
- 1849
 Изучаване на природа, дървета, Нюбърг, Ню Йорк
- 1855
 Първа жътва в пустошта
- 1855 
 В гората
- 1860
Скалиста местност
- 1861
 Пасторален пейзаж
- 1867
Пейзаж
- 1874
Езерна сцена в планината